# Harald Range
Harald Range (* 16. Februar 1948 in Göttingen; † 2. Mai 2018 in Karlsruhe) war ein deutscher Jurist und von November 2011 bis September 2015 Generalbundesanwalt beim Bundesgerichtshof. Zuvor war er seit Anfang der 1970er-Jahre im Justizdienst des Landes Niedersachsen tätig. Er leitete dort von 2001 bis 2011 als Generalstaatsanwalt die Generalstaatsanwaltschaft in Celle und war unter anderem auch als Präsident des Koordinierungsbüros der Konferenz der Europäischen Generalstaatsanwälte des Europarates tätig. Nachdem der Fall der von der Bundesanwaltschaft eröffneten Ermittlungen gegen zwei Journalisten wegen Landesverrats eskaliert war, beantragte der seinerzeitige Bundesjustizminister Heiko Maas (SPD) daraufhin am 4. August 2015 beim Bundespräsidenten Ranges Versetzung in den einstweiligen Ruhestand.

## Leben und Wirken
Harald Range wuchs in seinem Geburtsort Göttingen auf, machte dort 1966 das Abitur und studierte anschließend von 1966 bis 1971 Rechtswissenschaften und Publizistik an der Universität Göttingen und der Universität Bonn. 1971 legte er in Göttingen sein Erstes juristisches Staatsexamen ab und absolvierte anschließend von 1971 bis 1975 eine Referendarausbildung in Niedersachsen. Nach dem Zweiten juristischen Staatsexamen 1975 in Hannover war Range von 1975 bis 1978 im niedersächsischen Justizdienst als Richter am Landgericht Lüneburg sowie als Richter am Amtsgericht unter anderem in Lüneburg, Northeim und Osterode tätig, wobei er mit Zivil- und Strafsachen befasst war. Von 1978 bis 1986 wurde Range als Staatsanwalt bei der Staatsanwaltschaft Göttingen eingesetzt, wo er Wirtschafts- und Umweltsachen bearbeitete und als Pressesprecher fungierte. Von 1986 bis 1989 war er als Oberstaatsanwalt erstmals bei der Generalstaatsanwaltschaft Celle tätig.
Von 1989 bis Anfang 2001 arbeitete Range im Niedersächsischen Justizministerium in Hannover, wo er in verschiedenen Referaten eingesetzt wurde. Ab 1991 leitete er dort das Referat für Strafverfahrensrecht, zuletzt die gesamte Abteilung für Strafrecht und Strafverfahrensrecht. Ab Januar 2001 übernahm Range als Generalstaatsanwalt die Leitung der Generalstaatsanwaltschaft Celle und unterstand damit unmittelbar dem niedersächsischen Justizministerium. Von den insgesamt drei niedersächsischen Generalstaatsanwaltschaften in Braunschweig, Celle und Oldenburg ist die Behörde in Celle die größte Generalstaatsanwaltschaft in Niedersachsen. Darüber hinaus hatte Ranges Behörde zentrale Aufgaben im Bereich der Informations- und Kommunikationstechnologie, der Straffälligenhilfe, des Opferschutzes und der Verfolgung von Organisierter Kriminalität und Korruption sowie des Europäischen Justiziellen Netzes der Strafjustiz (EJN). Range war bis November 2011 als Generalstaatsanwalt in Celle tätig.

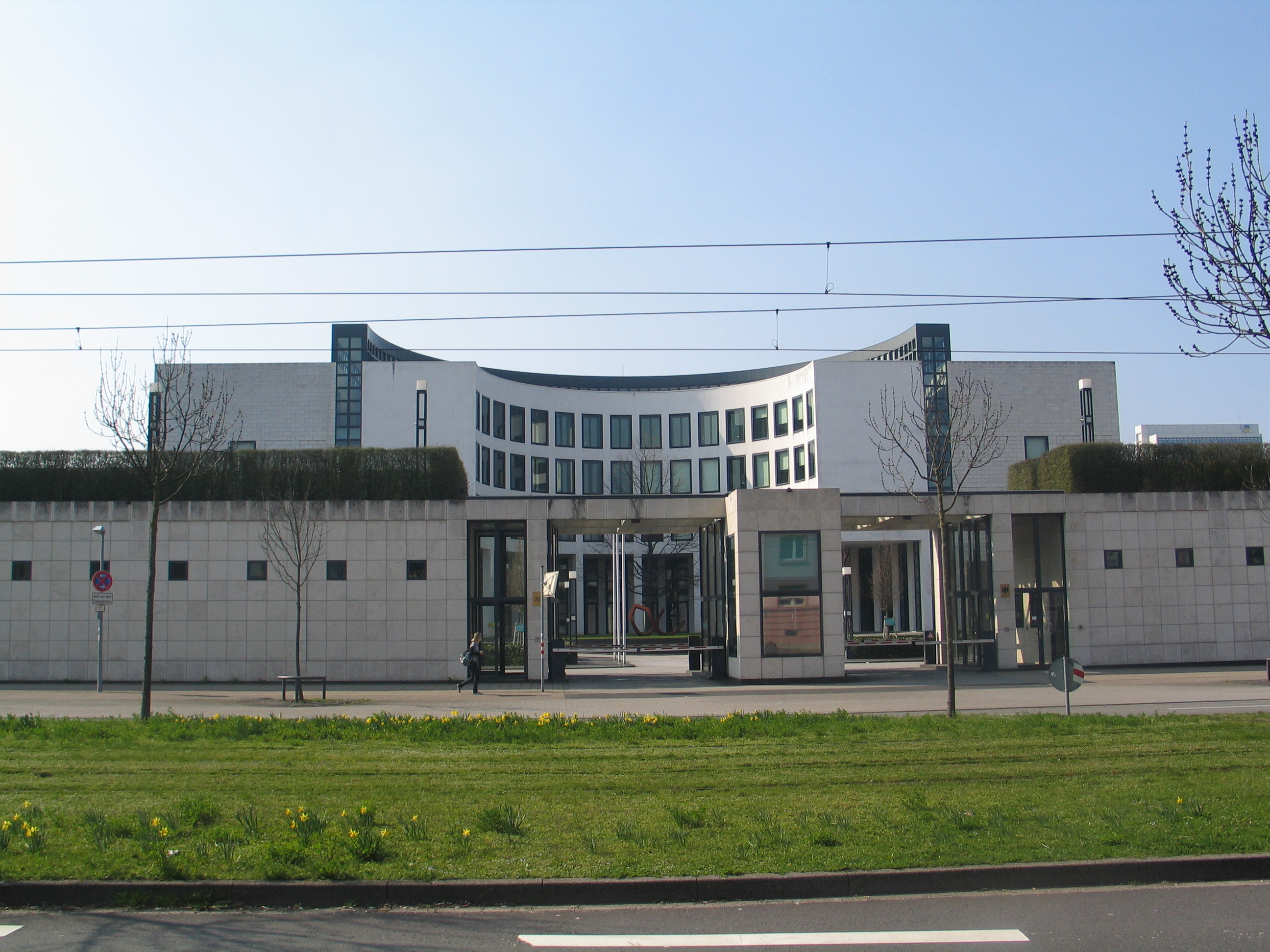
Der Hauptsitz der Bundesanwaltschaft in Karlsruhe

Am 17. November 2011 wurde er als Nachfolger von Monika Harms zum Generalbundesanwalt beim Bundesgerichtshof (BGH) ernannt.
Range war Mitglied der Konferenz der deutschen Generalstaatsanwälte. Von 2002 bis 2006 war er deutscher Vertreter in der Konferenz der europäischen Generalstaatsanwälte des Europarates (englisch: Conference of Prosecutors General of Europe) (CPGE); seit 2006 war er Vertreter der deutschen Staatsanwaltschaft in der CPGE. Zudem amtierte er von 2004 bis 2008 als Präsident der CPGE und des Consultative Council of European Prosecutors (CCPE) des Europarates. So fand die fünfte europäische Konferenz der CPGE im Mai 2004 in Celle statt. Von 2013 bis 2014 war er Präsident des Netzwerks der Staatsanwälte bei den obersten Gerichten der Mitgliedsstaaten der Europäischen Union (englisch: Network of Public Prosecutors or equivalent institutions at the Supreme Judicial Courts of the Member States of the European Union). Außerdem war Range als sachverständiger Berater für verschiedene internationale Einrichtungen tätig, vor allem in mittel- und osteuropäischen Staaten.
Nach seinem Ausscheiden als Generalbundesanwalt 2015 lebte Harald Range wieder an seinem früheren Wirkungsort Celle, wo er sich auch ehrenamtlich betätigte. Range war Parteimitglied der FDP und Präsident des Landesschiedsgerichts der niedersächsischen FDP. In Celle war Range seit 2016 als FDP-Stadtratsmitglied in der Kommunalpolitik tätig. Zuvor war er bis 2011 Vorsitzender des Celler Volkshochschulvereins. Range war bis zuletzt Vorstandsvorsitzender der Olaf-Brennhovd-Stiftung.
Harald Range war in zweiter Ehe verheiratet und Vater mehrerer Kinder. Er starb im Mai 2018 im Alter von 70 Jahren bei einem Café-Besuch in Karlsruhe an einem Herzinfarkt.

## Rechtspositionen und Kontroversen
Die von Harald Range als Generalstaatsanwalt im niedersächsischen Justizdienst vertretenen Rechtspositionen fanden von Fall zu Fall regional und teils auch überregional öffentliche Beachtung, wozu seine langjährige Tätigkeit als Leiter der größten niedersächsischen Generalstaatsanwaltschaft sowie sein nationales und internationales Engagement im Justizbereich beitrugen. Indes erfuhr die von ihm gestützte Rolle der Staatsanwaltschaft im Hells-Angels-Prozess in Hannover 2008 öffentliche Kritik.
Als Generalbundesanwalt geriet Range sowohl durch seine Haltung in der 2013 aufgekommenen NSA-Überwachungsaffäre als auch durch ein von ihm im Mai 2015 wegen des Tatvorwurfs des Landesverrats eröffnetes Ermittlungsverfahren gegen zwei Autoren des Blogs netzpolitik.org in massive öffentliche Kritik, wobei teils auch sein Rücktritt gefordert wurde.

### Fußball-Weltmeisterschaft
Im Vorfeld der Fußball-Weltmeisterschaft 2006 in Deutschland, bei der die Celler Generalstaatsanwaltschaft für den WM-Standort Hannover zuständig war, entwickelte Range eine „Null-Toleranz-Strategie“, um auf befürchtete Ausschreitungen von Hooligans effektiv reagieren zu können. Ausländer, die sich einer Tat schuldig gemacht haben, auf die eine Freiheitsstrafe steht, sollten sofort ausgewiesen werden. Da Ausweisungsaktionen normalerweise den Ausländerämtern vorbehalten sind, vereinbarte Range mit ausländischen Justizbehörden den Einsatz von deren Staatsanwälten vor Ort, wie für das Vorrundenspiel der Nationalmannschaft Polens in Hannover. Anträgen ausländischer Staatsanwälte auf Überstellung von Straftätern sollte dann sofort nachgekommen werden.

### Korruption
Bei Korruptionsdelikten sah Range die Hauptaufgabe bei der Bekämpfung der sogenannten strukturellen Korruption und setzte dabei auf die Einrichtung von Schwerpunktstaatsanwaltschaften, wie seit 2001 in Hannover und seit 2006 in Verden für die Landgerichtsbezirke Lüneburg, Stade und Verden. „Korruption schadet sowohl dem Vertrauen der Bevölkerung in die redliche Amtsführung als auch dem freien Wettbewerb. Sie führt integere Mitbewerber in Versuchung und sie führt zu höheren Preisen“, sagte Range und erklärte, dass Wege gesucht würden, um das Dunkelfeld um Schmierer und Geschmierte aufzuhellen und unrechtmäßige Vermögensvorteile durch eine konsequente Strafverfolgung zu egalisieren. Dabei gehe es darum, so Range weiter, dass die „Kenntnisse über korruptive Sachverhalte durch ein hohes Fallaufkommen erweitert und die ermittlungstechnischen Vorgehens- und Bearbeitungsweisen verbessert“ würden.

### Hells-Angels-Prozess
Anfang 2009 verteidigte Range das „milde Urteil im Hells-Angels-Prozess in Hannover“, als daran öffentlich Kritik aufkam und eine Strafanzeige wegen Rechtsbeugung und Strafvereitelung im Amt erstattet wurde. Der Prozess gegen 14 Hells-Angels-Mitglieder, die 2006 bei Bremen das Vereinsheim des verfeindeten Rockerclubs Bandidos überfallen und dabei fünf Männer schwer verletzt hatten, war Ende 2008 nach einer Absprache zwischen Gericht, Staatsanwaltschaft und Verteidigung „überraschend schnell“ zu Ende gegangen. Drei Männer wurden zu Haftstrafen verurteilt sowie elf Angeklagte zu Bewährungsstrafen. „Wer das Rockermilieu kennt, der weiß, wie schwer es ist, in einem solchen Umfeld überhaupt an beweiskräftige Zeugenaussagen zu gelangen“, hielt Range der Kritik entgegen und sagte, dass die Justiz gewalttätige Auseinandersetzungen unter Banden sehr ernst nehme und keineswegs von Bagatelldelikten ausgehe.

### NSA-Überwachungsaffäre
In einer Pressekonferenz am 11. Dezember 2013 erklärte Range, er sehe keine ausreichenden Hinweise, die Ermittlungen im Zusammenhang mit der Überwachungs- und Spionageaffäre 2013 begründen könnten. Außerdem brauche er für Ermittlungen eine Anweisung der Justizministerin Sabine Leutheusser-Schnarrenberger, die nicht erfolgt sei. Der grüne Bundestagsabgeordnete Hans-Christian Ströbele, der selbst den Whistleblower Edward Snowden in Moskau besucht hatte, bemerkte hierzu in einem Interview im Deutschlandfunk, dass „alle Welt, auch der US-Präsident, auch die Bundesregierung“ davon ausgehen, dass das Handy der Kanzlerin abgehört wurde. Das Verhalten des Generalbundesanwaltes bezeichnete er in diesem Zusammenhang als „Eiertanz“.

### Oktoberfestattentat
Am 11. Dezember 2014 gab Generalbundesanwalt Harald Range in Karlsruhe seine Entscheidung bekannt, erneut die förmlichen Ermittlungen zum Münchner Oktoberfestattentat vom 26. September 1980 wieder aufzunehmen, auf Grund der Aussage einer bisher unbekannten Zeugin. Er beauftragte das Bayerische Landeskriminalamt mit den kriminalpolizeilichen Ermittlungen.

### Ermittlungen wegen Landesverrats gegen netzpolitik.org
Im Mai 2015 leitete die Generalbundesanwaltschaft unter Range auf der Basis von zwei Strafanzeigen des Präsidenten des Bundesamtes für Verfassungsschutz (BfV), Hans-Georg Maaßen, vom Februar bzw. April desselben Jahres ein Ermittlungsverfahren wegen des Verdachts auf Landesverrat gegen die Journalisten Markus Beckedahl und Andre Meister vom Blog netzpolitik.org ein. Diese hatten als „Verschlusssache (VS-VERTRAULICH)“ eingestufte Dokumente zu einer geplanten Ausweitung der Überwachungskapazitäten des BfV im Bereich der sozialen Medien in dem Blog in vollem Umfang veröffentlicht. Damit hatten sie und andere Unbefugte Kenntnis von vertraulichen Dokumenten.
Nachdem dies am 30. Juli 2015 publiziert worden war, teilte Range einen Tag später mit, dass seitens der Generalbundesanwaltschaft von „möglichen Exekutivmaßnahmen“ vorerst abgesehen und zunächst ein externes Gutachten erstellt werde, welches klären solle, ob überhaupt Staatsgeheimnisse veröffentlicht wurden. Die vorläufige Aussetzung der Ermittlungsmaßnahmen habe er bereits im Mai angeordnet, das Gutachten sei dann Mitte Juni in Auftrag gegeben worden. Am 4. August 2015 teilte Range per Presseerklärung mit, Bundesjustizminister Heiko Maas habe ihn angewiesen, das „Gutachten sofort zu stoppen und den Gutachtenauftrag zurückzuziehen“. Dieser Weisung habe er Folge geleistet. Er erklärte zusätzlich: „Auf Ermittlungen Einfluss zu nehmen, weil deren mögliches Ergebnis politisch nicht opportun erscheint, ist ein unerträglicher Eingriff in die Unabhängigkeit der Justiz.“ In einer Pressekonferenz warf er Maas vor, er wolle das Gutachten zurückhalten, weil sein Inhalt politisch nicht opportun sei und den Vorwurf des Landesverrates stütze.
Maas’ Ministerium erklärte, sie habe Range nicht „nach Kenntnis der vorläufigen Bewertung des externen Gutachters die Anweisung erteilt, den Gutachtenauftrag zurückzuziehen“. Vielmehr sei die Rücknahme des Auftrags an den Gutachter mit dem Generalbundesanwalt „gemeinsam verabredet“ worden, und zwar ohne Kenntnis des möglichen Inhalts des Gutachtens. Am 1. September 2015 wurde Range daraufhin durch den Bundespräsidenten in den einstweiligen Ruhestand versetzt.
Der Jurist Gerhard Strate kritisierte in der Zeit die Aussagen von Range, da die Gesetzeslage eine postulierte „Unabhängigkeit der Justiz“ für eine Staatsanwaltschaft nicht vorsehe. Andere wiesen darauf hin, dass Weisungen des Justizministers rechtmäßig sein müssten und sich gerade nicht an politischer Opportunität, wie etwa das Interesse am Schutz von Abgeordnetenkollegen oder von Journalisten vor Strafverfolgung, orientieren dürften.
Die Bundesregierung schrieb zum Umfang des Weisungsrechts in der Beantwortung einer Kleinen Anfrage der Grünen-Fraktion:
„Diese Dienstaufsicht berechtigt zur Erteilung von allgemeinen Weisungen und Weisungen im Einzelfall, sowohl im Hinblick auf die rechtliche als auch auf die tatsächliche Sachbehandlung. Allerdings unterliegt die Dienstaufsicht Grenzen, die sich wiederum aus dem Legalitätsprinzip (§ 152 Absatz 2 StPO) und aus der Bindung an Gesetz und Recht (Artikel 20 Absatz 3 GG) ergeben. Soweit das Gesetz keinen Ermessens- oder Beurteilungsspielraum zulässt, kommt die Ausübung des Weisungsrechts somit von vornherein nicht in Betracht.“
Die Bundesregierung erklärte Ende August 2015, das Justizministerium habe dem Generalbundesanwalt wegen der Bindung an das Legalitätsprinzip keine Weisung erteilt, obwohl es Zweifel an der Richtigkeit der Ermittlungen gegeben habe. Range und die Staatssekretärin Stefanie Hubig seien vielmehr gemeinsam zu der Auffassung gekommen, dass der Auftrag an einen externen Gutachter obsolet geworden sei, weil das Ministerium selbst kurzfristig eine eigene Stellungnahme erstellen sollte.
Die Version Ranges, er sei angewiesen worden, die Erstellung des Gutachtens sofort zu stoppen, wird erhärtet durch einen Vermerk eines Oberstaatsanwalts beim Generalbundesanwalt über ein Telefonat Ranges mit dem Ministerium vom 3. August 2015, den Der Spiegel einen Tag vor den Landtagswahlen Mecklenburg-Vorpommern im September 2016 veröffentlichte. Dort heißt es:
„Nach Angaben von Herrn Generalbundesanwalt wies Frau Staatssekretärin Dr. Hubig ihn an, er habe die Erstellung des Gutachtens sofort zu stoppen und den Gutachtenauftrag zurückzunehmen. Falls er dieser Weisung nicht nachkäme, werde er unverzüglich entlassen.“
Range habe daraufhin, so der Vermerk, seine Mitarbeiterin angewiesen, den „Sachverständigen zu kontaktieren und die Gutachtenserstellung zu stoppen“.
Wegen der Vorgänge hatte die Berliner Staatsanwaltschaft gegen Maas wegen des Verdachts auf Strafvereitelung ermittelt. Sie stellte das Verfahren im März 2016 ein. Auch sie bestätigte die Version von Range, er sei zur Abbestellung des Gutachtens angewiesen worden, verneinte aber den Verdacht der Strafvereitelung gegen Hubig. Darüber hatte der Tagesspiegel bereits am 21. August 2016 berichtet.

## Ehrungen und Auszeichnungen
- 2005: Verdienstorden (Ritter) der Republik Polen

## Schriften
- Aktuelle Entwicklungen im Verhältnis Polizei und Justiz. Seminar vom 11. bis 13. Juni 2001 (PFA-Schlußbericht). Polizei-Führungsakademie (PFA), Münster (Westfalen) 2001. (Mit: Hans Daneke)